# Пітер Ґулд
Пітер Ґулд (англ. Peter Gould; нар. 1962) — американський сценарист, режисер та продюсер. Працював над усіма сезонами телесеріалу каналу AMC «Пуститися Берега». Він був номінований на чотири премії Гільдії Америки письменників (WGA) за роботу над серіалом. Також є співавтором (разом з Вінсом Гілліганом) телесеріалу «Краще подзвоніть Солу».

## Освіта
Ґулд народився у Нью-Йорку. Закінчив коледж Сари Лоуренс у 1982 році, здобувши ступінь бакалавра мистецтв з англійської мови. У 1990 році закінчив університет Південної Каліфорнії за спеціальністю «Магістр образотворчих мистецтв».

## Кар'єра
У 2008 році приєднався до колективу сценаристів першого сезону серіалу «Пуститися берега» як редактор. Написав епізод першого сезону A No-Rough-Stuff-Type Deal. Колектив сценаристів першого сезону був висунутий на премію Гільдії письменників Америки (WGA) за кращу нову серію в лютому 2009 року.
Ґулд був підвищений до виконавчого редактора  другого сезону. Він написав епізоди другого сезону «Bit by a Dead Bee» та «Better Call Saul». У лютому 2009 року сценаристи другого сезону були висунуті на премію WGA за кращий драматичний серіал.  Ґулд був підвищений до продюсера третього сезону і написав сценарій для епізоду «Caballo Sin Nombre»  та, у співавторстві з Джорджем Мастрасом, сценарій епізоду «Kafkaesque». 
Разом з Вінсом Гілліганом тепер є співавтором «Краще подзвоніть Солу», спін-оффу «Пуститися Берега». Шоу дебютувало 8 лютого 2015 року та стало найрейтинговішою  прем'єрою серіалу кабельного телебачення на сьогодні.
Пілотний епізод «Uno» першого сезону «Краще подзвоніть Солу» отримав премію «Гільдії письменників Америки 2015» як найкращий драматичний епізод у лютому 2016 року.
У 2018 році «Краще подзвоніть Солу» був відзначений премії Peabody за «розробку власної унікальної тональності, що поєднує юридичну драму, кримінальний трилер та чорну комедію».

## Фільмографія

### Кіносценарії
| Рік  | Назва                         | Роль                | Примітки            |
| ---- | ----------------------------- | ------------------- | ------------------- |
| 1994 | Подвійний Дракон              | Сценарист           | На основі відеоігри |
| 2000 | Зустріч з татом               | Сценарист і режисер |                     |
| 2011 | Занадто великий задля невдачі | Сценарист           | Телевізійний фільм  |

### Телсценарії
| Рік  | Назва серіалу         | Сезон | Назва епізоду                | Епізод | Примітки                                 |
| ---- | --------------------- | ----- | ---------------------------- | ------ | ---------------------------------------- |
| 2022 | Краще подзвоніть Солу | 6     | "Wine and Roses"             | 1      | Також режисер, співавтор із Аріель Левін |
| 2022 | Краще подзвоніть Солу | 6     | "Saul Gone"                  | 13     | Також режисер                            |
| 2020 | Краще подзвоніть Солу | 5     | "Something Unforgivable"     | 10     | Також режисер, співавтор із Аріель Левін |
| 2020 | Краще подзвоніть Солу | 5     | "Magic Man"                  | 1      | Співавтор із Томасом Шнаузом             |
| 2018 | Краще подзвоніть Солу | 4     | "Winner"                     | 10     | Співавтор із Томасом Шнаузом             |
| 2018 | Краще подзвоніть Солу | 4     | "Smoke"                      | 1      |                                          |
| 2017 | Краще подзвоніть Солу | 3     | "Lantern"                    | 10     | Тільки режисер                           |
| 2017 | Краще подзвоніть Солу | 3     | "Mabel"                      | 1      | Співавтор із Вінсом Гілліганом           |
| 2016 | Краще подзвоніть Солу | 2     | "Nailed"                     | 9      | Також режисер                            |
| 2015 | Краще подзвоніть Солу | 1     | "Marco"                      | 10     | Також режисер                            |
| 2015 | Краще подзвоніть Солу | 1     | "Mijo"                       | 2      |                                          |
| 2015 | Краще подзвоніть Солу | 1     | "Uno"                        | 1      | Співавтор із Вінсом Гілліганом           |
| 2013 | Пуститися Берега      | 5     | "Granite State"              | 15     | Також режисер                            |
| 2013 | Пуститися Берега      | 5     | "Blood Money (Breaking Bad)" | 9      |                                          |
| 2012 | Пуститися Берега      | 5     | "Hazard Pay"                 | 3      |                                          |
| 2011 | Пуститися Берега      | 4     | "Salud"                      | 10     | Співавтор із Дженніфер Хатчісон          |
| 2011 | Пуститися Берега      | 4     | "Problem Dog"                | 7      | Також режисер                            |
| 2010 | Пуститися Берега      | 3     | "Half Measures"              | 12     | Співавтор із Сем Кетлін                  |
| 2010 | Пуститися Берега      | 3     | "Kafkaesque"                 | 9      | У співавторстві з Джорджем Мастрасом     |
| 2010 | Пуститися Берега      | 3     | "Caballo Sin Nombre"         | 2      |                                          |
| 2009 | Пуститися Берега      | 2     | "Better Call Saul"           | 8      |                                          |
| 2009 | Пуститися Берега      | 2     | "Bit by a Dead Bee"          | 3      |                                          |
| 2008 | Пуститися Берега      | 1     | "A No-Rough-Stuff-Type Deal" | 7      |                                          |

### Виробничий персонал
| Рік  | Показати              | Роль                  | Примітки |
| ---- | --------------------- | --------------------- | -------- |
| 2022 | Краще подзвоніть Солу | Виконавчий продюсер   | 6 сезон  |
| 2020 | Краще подзвоніть Солу | Виконавчий продюсер   | 5 сезон  |
| 2018 | Краще подзвоніть Солу | Виконавчий продюсер   | 4 сезон  |
| 2017 | Краще подзвоніть Солу | Виконавчий продюсер   | 3 сезон  |
| 2016 | Краще подзвоніть Солу | Виконавчий продюсер   | 2 сезон  |
| 2015 | Краще подзвоніть Солу | Виконавчий продюсер   | 1 сезон  |
| 2013 | Пуститися Берега      | Виконавчий продюсер   | 5 сезон  |
| 2012 | Пуститися Берега      | Виконавчий продюсер   | 5 сезон  |
| 2011 | Пуститися Берега      | Контролюючий виробник | 4 сезон  |
| 2010 | Пуститися Берега      | Виробник              | 3 сезон  |
| 2009 | Пуститися Берега      | Виконавчий редактор   | 2 сезон  |
| 2008 | Пуститися Берега      | Редактор              | 1 сезон  |